# Highland Reel
Highland Reel, est un cheval de course pur-sang anglais, né en 2012 de l'union de Galileo et Hveger, par Danehill. Appartenant au consortium Coolmore, étant entraîné en Irlande par Aidan O'Brien et monté par Ryan Moore. Avec ses 9 670 430 € de gains, il a été le cheval européen le plus riche de l'histoire des courses.

## Carrière
Poulain de grande origine, Highland Reel est adjugé 460 000 Guinées lors des ventes de yearling Tattersalls en octobre 2013. Il débute à 2 ans, en juin, par une deuxième place dans un maiden, puis s'adjuge pour sa troisième sortie un groupe 2 en Irlande, les Vintage Stakes, mais sa campagne de deux ans s'arrête en juillet. À 3 ans, il fait sa rentrée directement dans un groupe 1, la Poule d'Essai des Poulains, à Longchamp, où il ne peut faire mieux que sixième, mais gagne ses galons classiques lors de la course suivante, toujours en France, où il s'incline dans le Prix du Jockey-Club face au champion New Bay. De retour au pays natal, il termine cinquième de l'Irish Derby, mais retrouve le chemin du succès durant l'été dans les Gordon Stakes (Gr.3). Trois semaines plus tard, il s'envole pour les États-Unis et remporte son premier groupe 1, les Secretariat Stakes, la première des multiples escapades fructueuses de ce grand voyageur appelé à courir sur tous les continents. À l'automne, son échec dans les Champions Stakes, cinquième derrière deux futurs vainqueurs du Prix de l'Arc de Triomphe, Golden Horn et Found, ne l'empêche pas d'aller affronter les Australiens dans le Cox Plate, où il finit troisième de la championne Winx, puis de réaliser une escale victorieuse à Hong Kong, où il s'adjuge le Hong Kong Vase devant le tenant du titre Flintshire.
Après une courte pause hivernale, Highland Reel, désormais âgé de 4 ans, enchaîne deux déconvenues, à Dubaï dans le Dubaï Sheema Classic (quatrième), puis à Sha Tin (Hong Kong), dans la Queen Elizabeth II Cup (sixième). De retour en Europe, il va s'offrir au cours de l'été un succès de prestige en remportant les King George VI & Queen Elizabeth Diamond Stakes, puis se classe deuxième des International Stakes. À l'automne, il s'aligne au départ du Prix de l'Arc de Triomphe avec une chance secondaire, mais en s'intercalant entre Found et Order of St George, il participe à un triplé historique, puisque les trois premiers appartiennent à Coolmore, sont entraînés par Aidan O'Brien et sont issus de Galileo. Pour conclure son année, Highland Reel s'offre une Breeders' Cup Turf (devant Flintshire et Found), mais ne peut conserver son titre dans le Hong Kong Vase, battu par le Japonais Satono Crown.
En 2017 comme l'année précédente, Highland Reel rentre dès mars dans le Dubaï Sheema Classic, mais y échoue à nouveau. En revanche, son mois de juin britannique est fructueux puisqu'il remporte coup sur coup la Coronation Cup (record de l'épreuve à la clé) et les Prince of Wales's Stakes. Mais dans les King George, il doit comme les autres subir la loi de la phénoménale pouliche Enable, terminant quatrième. Il ne tentera pas sa chance de nouveau contre elle dans l'Arc, qu'il délaisse pour une tentative dans les Champion Stakes, sa dernière course en Europe, où il ne peut rien contre le champion émergent Cracksman. En novembre, il tente de conserver son titre dans la Breeders' Cup Turf, mais doit s'avouer vaincu par le Français Talismanic et l'Américain Beach Patrol. Highland Reel retrouvera le premier cité un mois plus tard pour le Hong Kong Vase, et prend sa revanche, remportant une deuxième édition de la course, et réussissant des adieux victorieux à la compétition, puisque dans la foulée, il rejoint le parc d'étalons Coolmore, pour sa première saison de monte, ayant entre-temps ravi à Cirrus des Aigles le titre de cheval européen le plus riche de l'histoire, avec un compte en banque avoisinant les 10 millions d'euros (il sera dépossédé du titre en 2019 par l'Anglais Thunder Snow). 

### Résumé de carrière
| Date         | Hippodrome     | Pays        | Course                               | Statut      | Distance    | Jockey        | Place       | Écart       | Vainqueur ou deuxième | Temps       |
| 2014, 2 ans  | 2014, 2 ans    | 2014, 2 ans | 2014, 2 ans                          | 2014, 2 ans | 2014, 2 ans | 2014, 2 ans   | 2014, 2 ans | 2014, 2 ans | 2014, 2 ans           | 2014, 2 ans |
| ------------ | -------------- | ----------- | ------------------------------------ | ----------- | ----------- | ------------- | ----------- | ----------- | --------------------- | ----------- |
| 12 juin      | Leopardstown   | Irlande     | Maiden                               |             | 1 400 m     | S. Heffernan  | 2e / 7      | 3/4         | Tombelaine            | 1'31"48     |
| 1er juillet  | Gowran Park    | Irlande     | Maiden                               |             | 1 600 m     | J. O'Brien    | 1er / 9     | 12          | Taqaseem              | 1'38"40     |
| 30 juillet   | Goodwood       | Royaume-Uni | Vintage Stakes                       | Gr. 2       | 1 400 m     | J. O'Brien    | 1er / 8     | 2 ¼         | Tupi                  | 1'26"81     |
| 2015, 3 ans  |                |             |                                      |             |             |               |             |             |                       |             |
| 10 mai       | Longchamp      | France      | Poule d'Essai des Poulains           | Gr. 1       | 1 600 m     | R. Moore      | 6e / 18     |             | Make Believe          | 1'36"85     |
| 31 mai       | Chantilly      | France      | Prix du Jockey-Club                  | Gr. 1       | 2 100 m     | J. O'Brien    | 2e / 14     | 1 ½         | New Bay               | 2'05"69     |
| 27 juin      | Curragh        | Irlande     | Irish Derby                          | Gr. 1       | 2 400 m     | R. Moore      | 5e / 8      |             | Jack Hobbs            | 2'34"93     |
| 29 juillet   | Goodwood       | Royaume-Uni | Gordon Stakes                        | Gr. 3       | 2 400 m     | J. O'Brien    | 1er / 9     | 1 ½         | Scottish              | 2'34"94     |
| 15 août      | Arlington Park | États-Unis  | Secretariat Stakes                   | Gr. 1       | 2 000 m     | S. Heffernan  | 1er / 7     | 5 ¼         | Closing Bell          | 2'02"26     |
| 12 septembre | Leopardstown   | Irlande     | Irish Champion Stakes                | Gr. 1       | 2 000 m     | J. O'Brien    | 5e / 7      |             | Golden Horn           | 2'05"41     |
| 24 octobre   | Moonee Valley  | Australie   | Cox Plate                            | Gr. 1       | 2 000 m     | R. Moore      | 3e / 14     |             | Winx                  | 2'02"98     |
| 13 décembre  | Sha Tin        | Hong Kong   | Hong Kong Vase                       | Gr. 1       | 2 400 m     | R. Moore      | 1er / 13    | 1 ½         | Flintshire            | 2'28"43     |
| 2016, 4 ans  |                |             |                                      |             |             |               |             |             |                       |             |
| 26 mars      | Meydan         | Dubaï       | Dubaï Sheema Classic                 | Gr. 1       | 2 400 m     | R. Moore      | 4e / 9      |             | Postponed             | 2'26"97     |
| 24 avril     | Sha Tin        | Hong Kong   | Queen Elizabeth II Cup               | Gr. 1       | 2 000 m     | R. Moore      | 8e / 13     |             | Werther               | 2'01"32     |
| 18 juin      | Ascot          | Royaume-Uni | Hardwicke Stakes                     | Gr. 2       | 2 400 m     | S. Heffernan  | 2e / 9      | Tête        | Dartmouth             | 2'32"06     |
| 23 juillet   | Ascot          | Royaume-Uni | King George VI & Queen Elizabeth St. | Gr. 1       | 2 400 m     | R. Moore      | 1er / 7     | 1 ¼         | Wings of Desire       | 2'28"97     |
| 17 août      | York           | Royaume-Uni | International Stakes                 | Gr. 1       | 2 080 m     | S. Heffernan  | 2e / 12     | 1 ¼         | Postponed             | 2'06"58     |
| 10 septembre | Leopardstown   | Irlande     | Irish Champion Stakes                | Gr. 1       | 2 000 m     | C. O'Donoghue | 7e / 12     |             | Almanzor              | 2'08"93     |
| 2 octobre    | Chantilly      | France      | Prix de l'Arc de Triomphe            | Gr. 1       | 2 400 m     | S. Heffernan  | 2e / 16     | 1 ¾         | Found                 | 2'23"61     |
| 5 novembre   | Santa Anita    | États-Unis  | Breeders' Cup Turf                   | Gr. 1       | 2 400 m     | S. Heffernan  | 1er / 12    | 1 ¾         | Flintshire            | 2'23"00     |
| 11 décembre  | Sha Tin        | Hong Kong   | Hong Kong Vase                       | Gr. 1       | 2 400 m     | R. Moore      | 2e / 14     | 1/2         | Satono Crown          | 2'26"22     |
| 2017, 5 ans  |                |             |                                      |             |             |               |             |             |                       |             |
| 25 mars      | Meydan         | Dubaï       | Dubaï Sheema Classic                 | Gr. 1       | 2 400 m     | R. Moore      | 7e / 7      |             | Jack Hobbs            | 2'32"39     |
| 2 juin       | Epsom          | Royaume-Uni | Coronation Cup                       | Gr. 1       | 2 400 m     | R. Moore      | 1er / 10    | 1 ¾         | Frontiersman          | 2'33"34     |
| 21 juin      | Ascot          | Royaume-Uni | Prince of Wales's Stakes             | Gr. 1       | 2 000 m     | R. Moore      | 1er / 8     | 1 ¼         | Decorated Knight      | 2'05"°4     |
| 29 juillet   | Ascot          | Royaume-Uni | King George VI & Queen Elizabeth St. | Gr. 1       | 2 400 m     | R. Moore      | 4e / 10     |             | Enable                | 2'36"22     |
| 21 octobre   | Ascot          | Royaume-Uni | Champion Stakes                      | Gr. 1       | 2 000 m     | R. Moore      | 3e / 10     |             | Cracksman             | 2'11"75     |
| 4 novembre   | Del Mar        | États-Unis  | Breeders' Cup Turf                   | Gr. 1       | 2 400 m     | R. Moore      | 3e / 13     |             | Talismanic            | 2'26"19     |
| 10 décembre  | Sha Tin        | Hong Kong   | Hong Kong Vase                       | Gr. 1       | 2 400 m     | R. Moore      | 1er / 12    | 1 ¾         | Talismanic            | 2'26"23     |

## Au haras
Higland Reel effectue sa première année de monte en 2018 au haras de Coolmore en Irlande, au tarif de 17 500 €, et à Sewettenham Stud, en Australie, à Au$ 15 000. Il est transféré au Japon en 2023.

## Origines
Issu de la formule magique Galileo / Danehill, Highland Reel est le fruit d'un croisement intercontinental, puisque son exceptionnelle famille maternelle est australienne. Sa mère, Hveger se plaça au niveau classique (2e SA Fillies Classic, Gr.2, et 3e des Australasian Oaks, Gr.1), avant de se signaler au haras en Australie avec Valdemoro (Encosta de Largo), placée au niveau groupe 1 (2e Storm Queen Stakes et des Victoria Oaks) et en Europe via les propres frères de Highland Reel, l'excellent Idaho (Great Voltigeur Stakes, Gr.2, 2e Irish Derby, Ballysax Stakes, Gr.3, 3e Derby, King George VI & Queen Elizabeth II Diamond St, Goodwood Cup, Derby Trial Stakes, Gr.3), Cape of Good Hope (Ladbrokes Stakes, Gr.1, 2e Superlative Stakes, Gr.2, 3e Royal Lodge Stakes, Gr.2, 4e Prix du Jockey-Club), Nobel Prize (Ballysax Stakes, Gr.3) auxquels il faut ajouter Cercle de la Vie, mère de Angel Bleu (Dark Angel), lauréat du Prix Jean-Luc Lagardère et du Critérium International. Hveger est elle-même née dans la pourpre, puisque sa mère, Circles of Gold, fut une championne, lauréate des Australian Oaks, deuxième des Eat More Fruit 'n' Veg Stakes et des Queensland Oaks, avant de se révéler une grande matrone, auteure des champions Elvstroem (Danehill), vainqueur du Dubai Duty Free, des C F Orr Stakes, de la Caulfield Cup, des Underwood Stakes et du Victoria Derby, placé de groupe 1 en Europe, et Haradasun (Fusaichi Pegasus), lauréat des Queen Ann Stakes à Ascot, élu meilleur 3 ans d'Australie, lauréat du Doncaster Handicap, des George Ryder Stakes et troisième du Cox Plate.

### Pedigree
| Origines de Highland Reel (IRE), mâle bai né en 2012 | Origines de Highland Reel (IRE), mâle bai né en 2012 | Origines de Highland Reel (IRE), mâle bai né en 2012 | Origines de Highland Reel (IRE), mâle bai né en 2012 |
| ---------------------------------------------------- | ---------------------------------------------------- | ---------------------------------------------------- | ---------------------------------------------------- |
| Père Galileo b. 1998                                 | Sadler's Wells b. 1981                               | Northern Dancer b. 1961                              | Nearctic                                             |
| Père Galileo b. 1998                                 | Sadler's Wells b. 1981                               | Northern Dancer b. 1961                              | Natalma                                              |
| Père Galileo b. 1998                                 | Sadler's Wells b. 1981                               | Fairy Bridge b. 1975                                 | Bold Reason                                          |
| Père Galileo b. 1998                                 | Sadler's Wells b. 1981                               | Fairy Bridge b. 1975                                 | Special                                              |
| Père Galileo b. 1998                                 | Urban Sea ch. 1989                                   | Miswaki ch. 1978                                     | Mr. Prospector                                       |
| Père Galileo b. 1998                                 | Urban Sea ch. 1989                                   | Miswaki ch. 1978                                     | Hopespringseternal                                   |
| Père Galileo b. 1998                                 | Urban Sea ch. 1989                                   | Allegretta ch. 1978                                  | Lombard                                              |
| Père Galileo b. 1998                                 | Urban Sea ch. 1989                                   | Allegretta ch. 1978                                  | Anatevka                                             |
| Mère Hveger b. 2001                                  | Danehill b. 1986                                     | Danzig dkb/br. 1977                                  | Northern Dancer                                      |
| Mère Hveger b. 2001                                  | Danehill b. 1986                                     | Danzig dkb/br. 1977                                  | Pas De Nom                                           |
| Mère Hveger b. 2001                                  | Danehill b. 1986                                     | Razyana b. 1981                                      | His Majesty                                          |
| Mère Hveger b. 2001                                  | Danehill b. 1986                                     | Razyana b. 1981                                      | Spring Adieu                                         |
| Mère Hveger b. 2001                                  | Circles of Gold b. 1991                              | Marscay b. 1979                                      | Biscay                                               |
| Mère Hveger b. 2001                                  | Circles of Gold b. 1991                              | Marscay b. 1979                                      | Heart of Market                                      |
| Mère Hveger b. 2001                                  | Circles of Gold b. 1991                              | Olympic Aim ch. 1983                                 | Zamazaan                                             |
| Mère Hveger b. 2001                                  | Circles of Gold b. 1991                              | Olympic Aim ch. 1983                                 | Gold Vink (famille : 22-b)                           |